# 마루타마치역
마루타마치역(일본어: 丸太町駅, まるたまちえき)은 일본 교토부 교토시 나카교구에 있는 교토 시영 지하철 가라스마 선의 역이다. 역 번호는 K07이다.
역명은 가라스마 선과 교차하는 마루타마치도리에서 유래한다.

## 역 구조
가라스마도리와 마루타마치도리가 교차하는 "가라스마마루타마치" 사거리 지하에 위치하고 섬식 승강장 1면 2선의 지하역이다.
개찰구는 유인 개찰구가 고쿠사이카이칸 방향의 북쪽에 무인 개찰구가 다케다 방향의 남쪽에 있다. 1 ~ 4번 출입구가 유인 개찰구, 6, 7번 출입구는 무인 개찰구, 5번 출구는 그 중간에 있다.

### 승강장
| 1 | ○ 가라스마 선 | 가라스마오이케・교토・다케다・긴테쓰나라 방면 |
| 2 | ○ 가라스마 선 | 기타오지・고쿠사이카이칸 방면                 |

## 역 주변
게이한 오토 선의 진구마루타마치 역과는 1km가량 떨어져 있다.

### 북동쪽
- 교토 교엔 - 교토 어소
- 교토 지방 법원・간이 재판소
- 나카교 경찰서 마루타마치 파출소

### 북서쪽
- 교토 부청
- 교토 경찰서 본부
- 교토 방송 (KBS교토)
- 헤이안 조가쿠인 대학 국제 관광학부, 헤이안 여학원 고등학교・중학교
- 교토 건축 전문 학교
- 교토 제2적십자병원

### 남동쪽
- 교토신문사 본사
- 일본 경제 신문사・TV 오사카 교토 지국
- 교토 부립 종합 사회 복지 회관 (하트피아 교토)
- 교토 시 육아 지원 종합 센터 아이 미래관
- 교토 시립 나카교 모에기 유치원

### 남서쪽
- 교토 상공회의소
- 세이키 학원 본부 빌딩

## 역사
- 1981년 5월 29일: 영업 개시.
- 2007년 4월 1일: PiTaPa 공용 개시.
- 2010년 4월[3]: 역명판 아래에 인근 시설 명칭(헤이안 여학원)이 광고로 부기됨.

## 인접역
| 교토 시 교통국 ■ 가라스마 선       | 교토 시 교통국 ■ 가라스마 선 | 교토 시 교통국 ■ 가라스마 선   |
| ---------------------------------- | ---------------------------- | ------------------------------ |
| K06 이마데가와 고쿠사이카이칸 방면 |                              | K08 가라스마오이케 다케다 방면 |